# Mariner–9
Mariner–9 az amerikai Mariner-program kilencedik űrszondája, Mars-szonda. Az első űreszköz, amelyik egy másik bolygó műholdjává vált.

## Küldetés
A NASA 1971-ben ugyanabban az indítási ablakban állította pályára a Marshoz a Mariner–8-at és a Mariner–9-et. Cél a Mars alaposabb kutatásának elősegítése, felszíni és légköri mérésekkel, jövőbeni kutatási irányok kialakítása. Program szerint Mars körüli pályára állva a bolygó felületének 70%-át lefényképezte.

## Jellemzői
A Mariner űrszondákat a NASA Jet Propulsion Laboratoryumában fejlesztették, irányításával építették. Üzemeltette a NASA és a Office Space Science and Applications (OSSA) .
Megnevezései: Mariner–9; Mariner 71J; COSPAR: 1971-051A. Kódszáma: 5261.
1971. május 30-án Floridából, a Cape Canaveral (KSC) Kennedy Űrközpontból, a LC–36B (LC–Launch Complex) jelű indítóállványról egy Atlas–Centaur (SLV- 3C) hordozórakétával emelkedett a magasba. Az Atlasz rakétafokozat kiégése után a Centaur fokozat gyorsította fel az űrszondát a második kozmikus sebességre, hogy a Mars közelébe kerülhessen. A fokozat kiégését követően levált az űreszköz, kinyíltak a napelem táblák. Június 5-én a hidrazin gázfúvókák segítségével pályakorrekciót hajtottak végre.
Mars körüli induló orbitális pályája 754,02 perces, 64,4 fokos hajlásszögű, elliptikus pálya perigeuma 1398 kilométer, az apogeuma 17 915 kilométer volt.
Mars körüli első szolgálati orbitális pályája 718,23 perces, 64,4 fokos hajlásszögű, elliptikus pálya perigeuma 1387 kilométer, az apogeuma 17 094 kilométer volt.
Mars körüli második szolgálati orbitális pályája 719,47 perces, 64,4 fokos hajlásszögű, elliptikus pálya perigeuma 1650 kilométer, az apogeuma 16 860 kilométer volt.

### Felépítése
Három tengelyesen, giroszkóppokkal forgás-stabilizált űreszköz. A szonda vonatkozási pontjai a Nap, a Föld és a Canopus csillag volt. Alakja nyolcszögletű hasáb, átmérője 1,384, magassága 0,457 méter, kibontott állapotú magassága 3,35 méter. Magnézium-ötvözetből készült a ház és a műszerek többsége. Rendelkezett kőrsugárzó rúdantennával 2,23 méter) és parabola antennával, melynek átmérője 1 méter. Energia biztosítása érdekében a hasáb oldalaihoz (tetejére) 4 napelemtáblát (4x215 x 90 centiméter; 14 742 napelem; 7,7 négyzetméter) szereltek. A napelemek fesztávja 6,89 méter. Éjszakai (földárnyék) energia ellátását nikkel-kadmium akkumulátorok biztosították. Az űregység teljes tömeg 997,9, pályára álló tömeg 439,1 és a műszercsomag súlya 63,1 kilogramm. Pályamódosításhoz nitrogén gázfúvókák álltak rendelkezésre. A programellenőrző számítógép szabályozható. Telemetria egysége modernizált.

### Programja
A Mariner–8 sikertelensége miatt a programokat összevonták. Műhold pályán a megadott területekről 5 naponta, kisebb régiókból 17 naponta küldött képeket, mérési adatokat. November 14-én, 176 napos repülés után egy 1398 kilométeres Mars körüli pályára állt, majd magasságát növelve 1650 kilométeren végezte szolgálatát. Adatokat gyűjtött a légköri összetételéről (sűrűség, nyomás és hőmérséklet), valamint a Mars felületéről (felületi anyag összetétele, hőmérséklete, gravitáció, valamint topográfia). Összesen 54 milliárd bit tudományos adatok kerültek a Földre, köztük 7329 kép.
1972. október 27-én az űreszközt kikapcsolták. Várhatóan 50 évig fog a Mars körül keringeni.

### A Mars feltérképezése
A szonda a Mars feltérképezését 3 ciklusban végezte. Az első ciklusban, mely a 100. fordulatnál kezdődött 1972. január 2-án, a déli 65° és 20° szélességi körök közötti területről készített 32 képet fordulatonként. A második ciklus január 22-én, a 139. fordulatnál kezdődött. Ebben a ciklusban a déli 30°-tól az északi 20°-ig terjedő területről készültek felvételek. A 178. és 216. fordulat között végrehajtott harmadik ciklusban (február 10-től március 1-ig) a déli 20° és 10° közötti öv, valamint az északi 20° és 45-60° közötti terület került sorra.
A három ciklus során a bolygó felületének több mint 70%-át sikerül feltérképezni.

### Műszerezettsége
A műszerrekesz forgatható egységként volt megépítve.
- Kettő televíziós kamera. Több színben (piros, zöld, kék, sárga) közepes, valamint nagy felbontású képeket készítettek.
- spektrométer (technikai okok miatt nem működött), infravörös sugárzásmérő, ultraibolya spektrométer,
- egy inerciális referencia egység, valamint egy gyorsulásmérő